# Xã Chartiers, Quận Washington, Pennsylvania
Xã Chartiers (tiếng Anh: Chartiers Township) là một xã thuộc quận Washington, tiểu bang Pennsylvania, Hoa Kỳ. Năm 2010, dân số của xã này là 7.818 người.